# Ectropis bispinaria
Ectropis bispinaria là một loài bướm đêm trong họ Geometridae.